# Oman
Oman (arabiska: عُمَان, Uman), formellt Sultanatet Oman (Saltanat Uman), är ett land beläget i det östra hörnet av Arabiska halvön. Landet är en absolut monarki som sedan 1700-talet har styrts av familjen Al Said . Oman gränsar till Förenade arabemiraten i nordväst, Saudiarabien i väst och Jemen i sydväst och har en lång kust mot Arabiska havet i öst och Omanbukten i nordost. Huvudstaden heter Muskat. Nationaldag firas den 18 november med anledning av förre sultanens födelsedag.

## Historia
Omans historia sträcker minst tillbaka till 2000-talet f.Kr. och inbegriper kopparproduktion samt odling av och handel med rökelse. Med början år 630 islamiserades Oman. Samhället levde relativt gott på handel, sjöfart och pärlfiske. År 1507 togs den viktigaste hamnstaden, Muskat, av portugiserna som fördrevs från Oman 1650.
Omkring 1749 valdes Ahmad ibn Said till imam och han grundade Al Bu Said-dynastin, som fortfarande styr Oman idag. Under Said ibn Sultans styre 1806–1856 var Oman som störst. Då omfattade sultanatet förutom kustlandet Oman även östafrikanska kusten från ekvatorn till nuvarande Tanzanias södra del med därutanför liggande öar, bland dem Zanzibar som blev centrum för kryddodling och slavhandel. Sultanen hade även stort inflytande över områdena på andra sidan Omanbukten. Efter hans död delades riket mellan hans söner i det afrikanska sultanatet Zanzibar och det asiatiska Oman.
De afrikanska besittningarna förlorades 1860. Därefter följde en orolig tid med uppror och strider som fick sitt slut i och med att Said bin Taimur 1970 avsattes av sin son Qabus ibn Said, som utbildats i väst. Quabus inledde en modernisering av Oman, dock utan demokratisering. Omans sultan Qabus bin Said dog vid 79 års ålder i januari 2020. Han hade då suttit vid makten i 50 år och var den som regerat längst i arabvärlden.

## Geografi

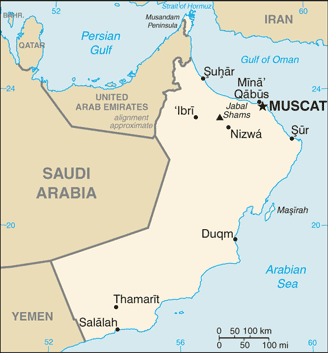
Engelskspråkig karta över Oman

Oman ligger i den östra delen av den Arabiska halvön och har en lång kust mot Indiska oceanen i sydost och mot Omanbukten i nordost. Oman har två exklaver i Förenade arabemiraten på Musandamhalvön. Exklaverna utgör tillsammans provinsen Musandam, och den största av dem ligger strategiskt placerad på den yttersta spetsen av halvön i Hormuzsundet. Uppgifterna vad gäller landets yta varierar (212 450 km2–309 500 km2).

### Topografi och hydrografi
I nordost ligger bergskedjan al-Hajar där Jabal al-Akhadar når 3 018 meter över havet. Söder om bergskedjan breder en stenöken med oaser ut sig. I Dhofar i söder finns en för Oman relativt bördig slätt närmast kusten. Innanför kusten höjer sig bergen och innanför bergen övergår landskapet först i stenöken och sedan i sandöknen Rub al-Khali med upp till 150 meter höga sanddyner. Vid östra kanten av Rub al-Khali ligger Umm al Samim som är ett stort saltöken- och kvicksandsområde.

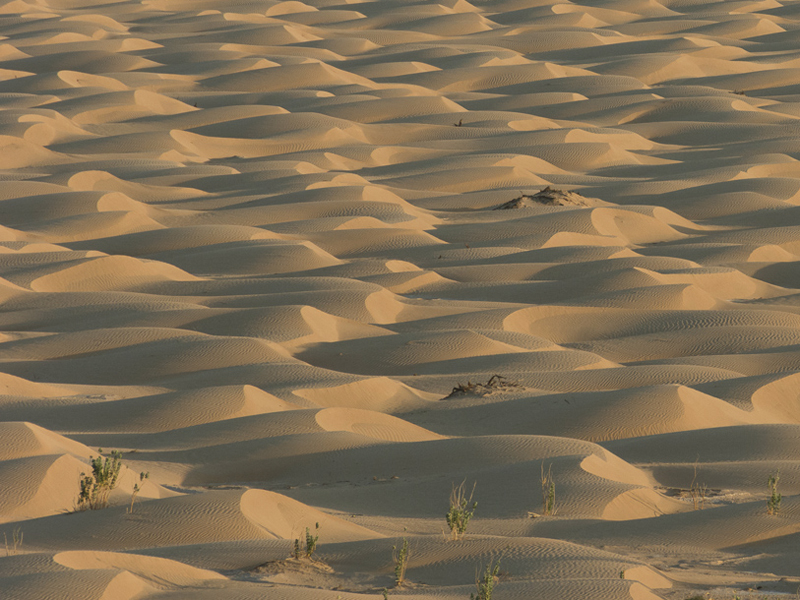
Rub al-Khali
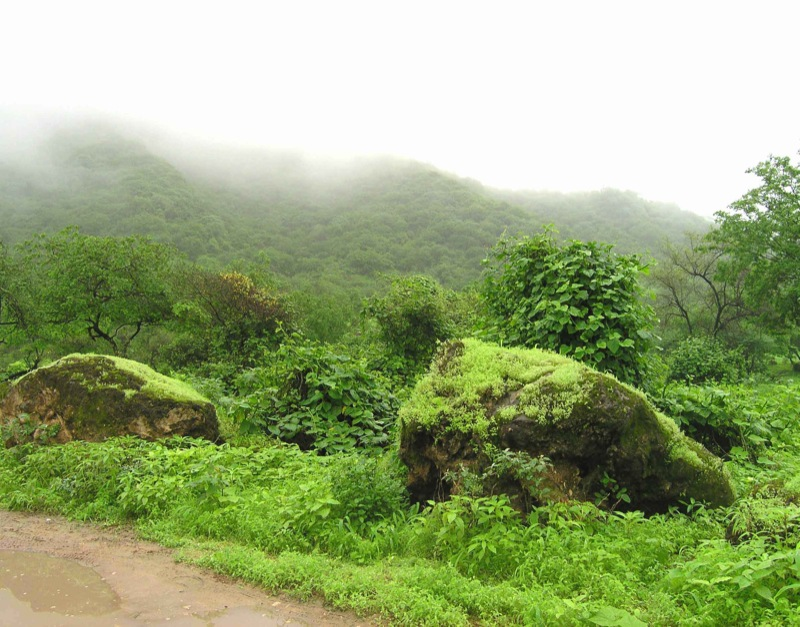
Dhofar under monsunen
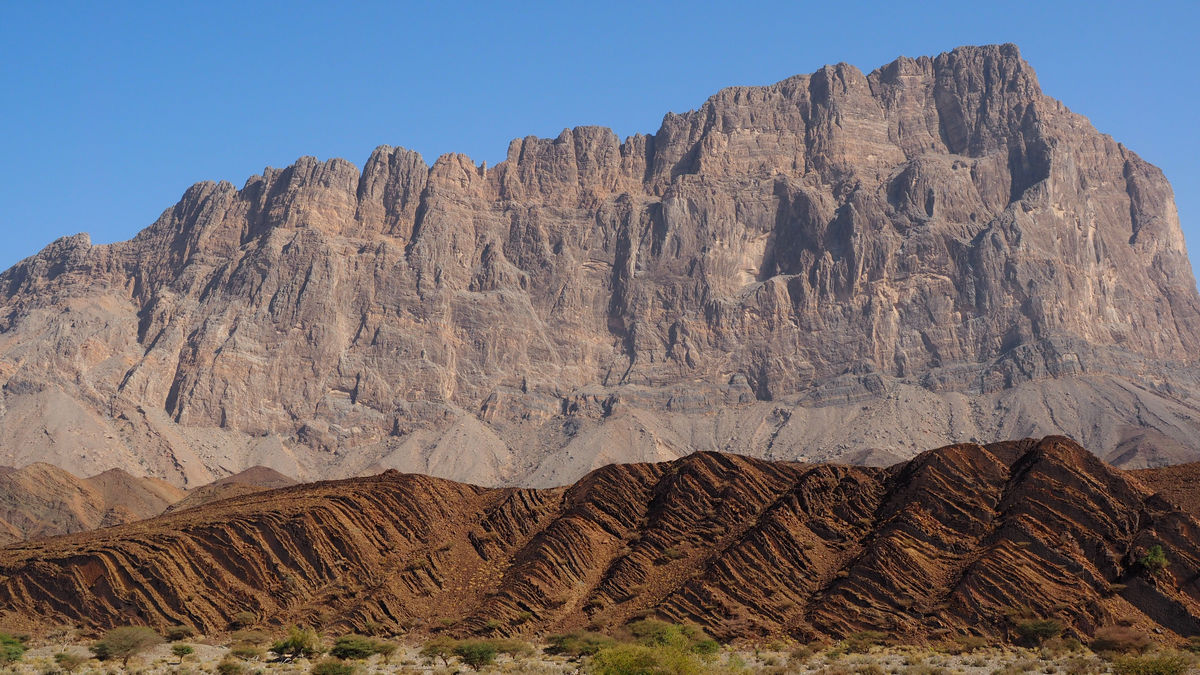
Jabal al-Hajar

### Klimat
Oman har i huvudsak stäpp- och ökenklimat där årsnederbörden ligger mellan 50 och 100 mm. Nederbörden faller främst vid kusten och i den sydliga provinsen Dhofar under sommaren vilket ökar luftfuktigheten och lindrar hettan som kan nå över 50 °C i de inre delarna av landet. Muskat har en medeltemperatur i januari på 21 °C och i juli på 32 °C,

## Styre och politik

### Författning och styre
Oman är ett sultanat där i stort sett all makt är samlad hos sultanen själv, vilket gör Oman till en absolut monarki. Sultanen  är stats-. utrikes-, försvars- och finansminister. Han stiftar lagar via dekret och utser regeringen. 1981 inrättade sultanen en rådgivande församling som 1991 blev ett underhus (Majlis al-Shura) med 84 representanter från de 59 distrikten i Oman. Dessutom finns det ett överhus (Majlis al-Dawla) med 83 ledamöter som utses av sultanen själv. Tvåkammarparlamentet har enbart en rådgivande funktion och inga politiska partier är tillåtna. 1996 införde sultanen den första omanska skrivna konstitutionen. 2002 utvidgade han rösträtten till att omfatta alla medborgare över 21.

### Administrativ indelning
I oktober 2011 indelades Oman i elva provinser (muhafaza; plural: muhafazat):
- Muskat
- Dhofar
- al-Buraymi
- Musandam
- ad-Dakhiliyya, "Inre provinsen"
- Shamal al-Batina, "Norra al-Batina"
- Janub al-Batina, "Södra al-Batina"
- Shamal ash-Sharqiyya, "Norra östprovinsen"
- Janub ash-Sharqiyya, "Södra östprovinsen"
- az-Zahira
- al-Wusta, "Centralprovinsen"

Provinserna är i sin tur är indelade i distrikt (wilaya; plural: wilayat).

### Politik
Kritik av sultanen är brottsligt i Oman. Nätaktivister har blivit dömda till långa fängelsestraff. Freedom House har rutinmässigt betygsatt landet "Inte fri". Homosexuella handlingar är olagliga i Oman.
- Oman ligger på plats 140 av 167 i  Demokratiindex 2018, och ligger därmed i kategorin "auktoritär regim".[23]
- Oman ligger på plats 132 av 180 i Reportrar utan gränsers pressfrihetsindex 2019, och ligger därmed i kategorin "svår situation".[24]
- Oman ligger på plats 52 av 180 i Transparency Internationals korruptionsindex 2018.[25]

### Internationella relationer
Oman har historiskt haft och har nära förbindelser med Storbritannien, inte minst militärt. Sedan Sultan Quabos ibn Said tog över makten 1970 har goda relationer etablerats med USA, som har militära baser i landet, och relationerna har förbättrats med grannstater, många arabstater, Frankrike och Israel.
Oman har en självständig utrikespolitik och strävar efter att vara neutralt. Oman är  unikt bland länderna på Arabiska halvön för att ha goda relationer med Iran, och man har  stått emot amerikanska påtryckningar att inta en tydligare antiiransk inställning. Oman är medlem av Gulfstaternas samarbetsråd som utvecklats till ett frihandelsområde.

## Ekonomi och infrastruktur
Oman ligger på plats 56 av 178 i Heritage Foundations index för ekonomisk frihet (2015) och ligger därmed i kategorin "måttligt fri".

### Näringsliv
Oman är en blandekonomi som vuxit snabbt sedan 1960-talet och där oljeexport och export av naturgas dominerar. Grönsaker, frukt, fisk och skaldjur exporteras också. Jordbruket stod 2013 för 1 % av BNP medan industrin, inklusive oljeindustri och gruvdrift, stod för 64 % och service stod för 35 %. Samtidigt stod oljeexporten för mer än 40 % av exportintäkterna.

#### Energi och råvaror
Omans främsta naturtillgång är olja och förutom det finns också naturgas, koppar och krom. Det torra klimatet gör jordbruk osäkert.
Först 1967 började man utvinna olja i Omans oljefält som främst ligger sydväst om Musqat samt i provinsen Dhofar. De är små och utspridda, vilket gör dem mindre produktiva och utvinningen dyrare än i grannländerna.

#### Industri
Oman har gjort stora investeringar i den icke oljebaserade industrin för att minska beroendet av olja. Vid sidan av oljeraffinering finns bland annat petrokemisk industri, fabriker för framställning av konstgödsel, metanol och cement samt ett aluminiumsmältverk. I Musqat, Suhar och Salala finns särskilda industrizoner med lätt industri, som livsmedelsproduktion och hopsättningsfabriker.

## Befolkning

### Demografi

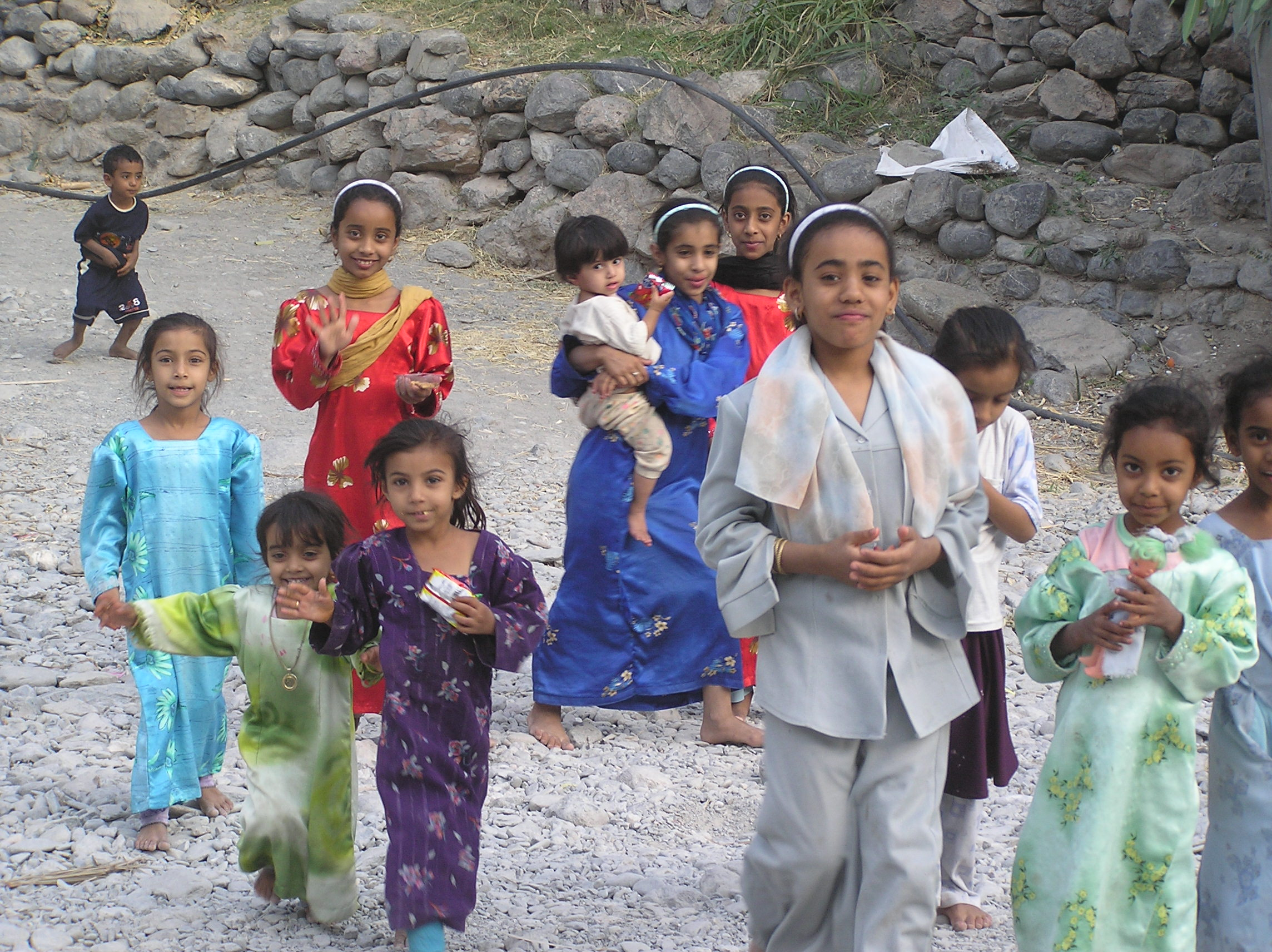
Barn i Oman

Uppskattningarna av Omans folkmängd varierar (4 100 000-4 613 241 (juli 2017)). Den naturliga befolkningstillväxten är hög för området 1,8 % per år (2014) och medellivslängden till 75 år för män och 78 år för kvinnor. Omans befolkning utgörs främst av araber. Knappt 35 procent av befolkningen är gästarbetare utan omanskt medborgarskap som huvudsakligen kommer från Pakistan, Indien och Bangladesh.

#### Urbanisering
Befolkningen är koncentrerad till de bördiga områdena kring huvudstaden Muskat och den näst största staden Salalah samt de närliggande kustområdena. Totalt bor 75 % (2014) i städer.

### Språk
I Dhofar talas i liten omfattning de semitiska sydarabiska språken mehri och shehri. I Muskat-området talas även de indoeuropeiska språken persiska och baluchiska. Dessutom talas  i liten omfattning bantuspråket swahili i Muskat. Engelskan är allmänt utbredd.

### Religion
Islam är statsreligion och de flesta omanier är muslimer. En stor majoritet av muslimerna är ibaditer, som är en egen gren inom islam som uppstod på 600-talet och har Oman som sitt främsta centrum. Utmärkande för ibadism är demokratiska grunddrag och att den präglas av tolerans och fredlighet. Övriga muslimer är huvudsakligen sunniter med några få procent shiamuslimer. 6 % är hinduer och 4 % kristna. Folket har i sekler bestått av en sjöfarande, heterogen kustbefolkning som politiskt organiserats i ett sultanat och en inlandsbefolkning, präglad av ibadistisk islam och dominerad av teokratin i oasen Nizwa. Klyftan mellan folkgrupperna har krympt under landets modernisering.

## Internationella rankningar
| Organisation                                | Undersökning                   | Rankning   |
| ------------------------------------------- | ------------------------------ | ---------- |
| Heritage Foundation/The Wall Street Journal | Ekonomisk frihet-index 2019    | 88 av 180  |
| Reportrar utan gränser                      | World Press Freedom Index 2019 | 132 av 180 |
| Transparency International                  | Korruptionsindex 2018          | 52 av 180  |
| FN:s utvecklingsprogram                     | Human Development Index 2018   | 47 av 189  |
| The Economist Intelligence Unit             | Demokratiindex 2018            | 140 av 167 |